# 月球钠尾
月球钠尾指的是月亮有一条钠原子构成的“尾巴”，但由于太微弱，不能被人眼观察到。它长达数十万公里，由波士顿大学的科学家在1998年观测狮子座流星雨时发现。由于受到光子刺激引起的解吸作用、太阳风的溅射以及流星体的撞击，月球不断释放出钠原子微粒，并在其表面形成细小的尘埃。太阳的辐射压使钠原子沿太阳的反方向加速，形成一条远离太阳的细长尾巴。
流星体对月球的日常影响使后者的表面产生了一条恒定的“尾巴”，而1998年的狮子座流星雨强化了这一效果。它增加了被月球释放出的钠原子的数量，使月球钠尾的质量暂时增加了三倍，从而使它比以往更容易在地球观测到。